# Маневровый двигатель
Маневровый двигатель (за рубежом именуемый двигателем Вернье́, фр. moteur vernier, а также боковым ускорителем, англ. side thruster) — элемент двигательной установки ракеты, предназначенный для корректирования траектории полёта (маневрирования) ракеты с забрасываемой полезной нагрузкой или боевой части межконтинентальной баллистической ракеты, как в пределах атмосферы, так и в безвоздушном пространстве. Как правило, является последним по последовательности задействования элементом двигательной установки, либо работает синхронно с маршевым двигателем, компенсируя своей работой возникающие отклонения от заданного курса. Одна и та же ракета может иметь маневровые двигатели вокруг корпуса маршевой ступени для корректировки курса во время активного участка траектории полёта (boost phase), при прохождении ею атмосферных слоёв, и маневровые двигатели в головной части для корректировки курса во время полёта на инерции (post-boost phase) в безвоздушном пространстве, перед терминальным (баллистическим) участком траектории полёта. Вместе с аппаратурой управления и запасом топлива может составлять до 4⁄5 от общей массы выводимого груза. Выход из строя, сбой в работе или отказ маневрового двигателя может привести к невыполнению космическим аппаратом полётного задания. В том случае, если необходима конкретизация, термин может употребляться во множественном числе в контексте подробного технического описания ракеты.

## Спектр применения

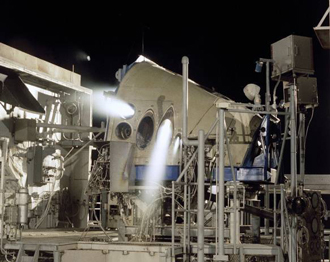
Стендовые испытания маневровых двигателей

Задача маневрового двигателя при запуске искусственных спутников — вывод спутника на рабочую орбиту. В составе ДУ спускаемых аппаратов маневровые двигатели могут применяться для повышения поперечной управляемости при и после входа в атмосферу. В составе ДУ космических кораблей, предназначенных для межпланетных экспедиций, время работы маневровых двигателей может достигать нескольких минут. В военной космонавтике маневровые двигатели применяются в ДУ беспилотных спутников-перехватчиков и пилотируемых разведспутников.

## ЭРД в качестве маневровых двигателей
После разработки академиком В. П. Глушко электроракетного двигателя (ЭРД), двигатели такого типа, благодаря развиваемой ими относительно малой тяге, начинают использоваться в качестве маневровых на аппаратах, работающих на орбите и в межпланетном пространстве (в частности, для компенсации отклонения от курса, обусловленного гравитационным полем объекта). Помимо ЭРД, в 1960-е годы качестве маневровых предлагалось применять ионные двигатели.

## Случаи отказа
| Дата                 | Аппарат       | Назначение аппарата      | Результат отказа                         | Цит.   |
| -------------------- | ------------- | ------------------------ | ---------------------------------------- | ------ |
| 6 августа 1969 года  | «Космос-291»  | спутник-мишень           | невыход аппарата на рабочую орбиту       | [ 11 ] |
| 28 октября 1977 года | «Космос-954»  | разведывательный спутник | сход с орбиты и неконтролируемое падение | [ 12 ] |
| 18 апреля 1980 года  | «Космос-1174» | спутник-перехватчик      | отклонение в сторону от цели, промах     | [ 13 ] |